# Theobald Wolfe Tone

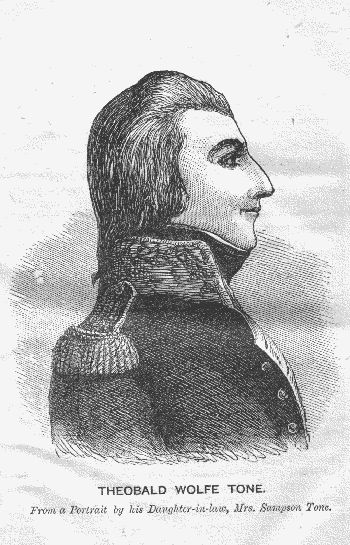
Theobald Wolfe Tone

Theobald Wolfe Tone, meist nur Wolfe Tone genannt (* 20. Juni 1763 in Dublin; † 19. November 1798 ebenda), war Anwalt und ein radikaler Anführer der irischen Unabhängigkeitsbewegung sowie deren Rebellion von 1798. 1791 gründete er die Society of United Irishmen.

## Anfänge
Theobald war der älteste Sohn von Peter Tone, einem Kutschenhersteller, und arbeitete als Hauslehrer. Er hatte ein Verhältnis mit der Frau seines Arbeitgebers. 1786 entführte er die 16-jährige Martha Witherington, die seine Frau wurde. Weil er danach keine Chance mehr hatte, Offizier zu werden, studierte er Jura und war ab 1789 Rechtsanwalt in Dublin.

## Politiker
Da sein Vorschlag, eine Militärkolonie in der Südsee (Hawaii) zu gründen, von William Pitt dem Jüngeren nicht aufgegriffen wurde, ging er in die Politik. Bald wurden die Whigs auf ihn aufmerksam und seine Schrift „A Northern Wig“ soll eine Auflage über 10.000 gehabt haben. In dieser Schrift wies er auf die Gegensätze zwischen Vertretern einer Parlamentsreform und der Anerkennung der Katholiken wie Henry Flood und Henry Grattan und den Kämpfern für ein unabhängiges Irland hin.

### Society of United Irishmen
Im Oktober 1791 gründete Tone zusammen mit Thomas Russell (1767–1803), James Napper Tandy, Archibald Hamilton Rowan und anderen die Society of United Irishmen (Gesellschaft der Vereinigten Iren). Damit strebte er, der selbst Protestant war, eine Vereinigung von irischen Katholiken und Protestanten im gemeinsamen Kampf an.
Dabei wandte er sich gegen Charlemont und Grattan, der an Edmund Burke orientiert war, trat für die Ideale der Französischen Revolution ein und orientierte sich an Georges Danton und Thomas Paine.
Nach und nach wurden Radikale wie John Keogh aus Dublin einflussreicher in der Society of the United Irishmen. Im Frühling 1792 wurde Wolfe Tone als weiteres Zeichen seiner überkonfessionellen Ausrichtung als Protestant hauptamtlicher Sekretär des katholischen Komitees. Er unterstützte den Einfluss der französischen Jakobiner auf das neu gegründete Priesterseminar St. Patrick’s College, Maynooth, und nährte die Hoffnungen auf eine französische Invasion. Als geheime Papiere von der Regierung entdeckt wurden, flohen einige Führer der United Irishmen (Reynolds und Hamilton Rowan) und die Vereinigung brach für einige Zeit zusammen. Aufgrund guter Kontakte zur Regierungspartei konnte Wolfe Tone 1795 in die USA emigrieren. Nach einem Aufenthalt in Philadelphia schrieb er an Thomas Russell, dass er das amerikanische Volk nicht leiden könne, da es nicht demokratisch genug sei und einen „hochfliegenden Aristokraten“ wie George Washington schätze. Überhaupt lehnte er den Geldadel noch mehr ab als den Geburtsadel.
Trotz seiner Abmachungen mit der britischen Regierung, die von ihm für die Erlaubnis zur Emigration politische Enthaltsamkeit gefordert hatten, ging er mit Reynolds, Rowan und Napper Tandy nach Paris, um die französische Regierung zu einer Invasion Irlands zu überreden. Er sprach dort 1796 mit Delacroix und Carnot, die von seiner Energie beeindruckt waren. Er schlug einen Angriff auf Bristol vor und schrieb dazu mehrere Memoranden. Er erläuterte darin einiges über die irische Situation und versprach einen allgemeinen irischen Aufstand, wenn eine französische Invasionsarmee eintreffe. Das Direktorium hatte Informationen von Edward Fitzgerald und Arthur O’Connor, die Tones Einschätzungen bestätigten, und bereitete ein Expeditionskorps unter Louis Lazare Hoche vor. Am 15. Dezember 1796 stachen 43 Schiffe mit rund 14.000 Mann in Brest in See. Doch das Unternehmen scheiterte genauso wie ein französisch-holländisches. Es gelang nicht einmal die Landung in Irland. Napoléon Bonaparte unterstützte den irischen Aufstand von 1798 nicht, sondern brach nach Ägypten auf. Doch konnte Wolfe Tone erreichen, dass das Direktorium eine kleine Truppe unter General Humbert schickte, die in der Killala Bay landete und einige Erfolge in Connacht erzielte, bevor sie von Charles Cornwallis geschlagen wurde. Wolfe Tones Bruder Matthew wurde gefangen genommen und gehängt. Ein zweites Unternehmen von Napper Tandy scheiterte an der Küste von Donegal, und in einem dritten Unternehmen von Admiral Bompard mit 3.000 Mann unter General Jean Hardy wurde Wolfe Tone, da er ein Angebot zu fliehen nicht annahm, 1798 gefangen genommen. Er erklärte vor dem Kriegsgericht in Dublin, er sei französischer Offizier und dürfe deshalb nicht gehängt werden. Da er dennoch dazu verurteilt wurde, verübte er mit einem Taschenmesser Suizid. Theobald Wolfe Tone liegt auf dem Friedhof in Bodenstown im County Kildare begraben.
Unter den irischen Revolutionären fällt er durch realistisches Urteil, rasche Entscheidungsfähigkeit und großen Mut auf. Seine Tagebücher liefern ein interessantes Bild aus Paris in der Zeit des Direktoriums. Sie wurden von seinem Sohn William Theobald Wolfe Tone (1791–1828) veröffentlicht, der nach einer Dienstzeit in Napoleons Armee nach der Schlacht bei Waterloo in die USA ausgewandert war, wo er am 10. Oktober 1828 in New York starb.

## Nachleben

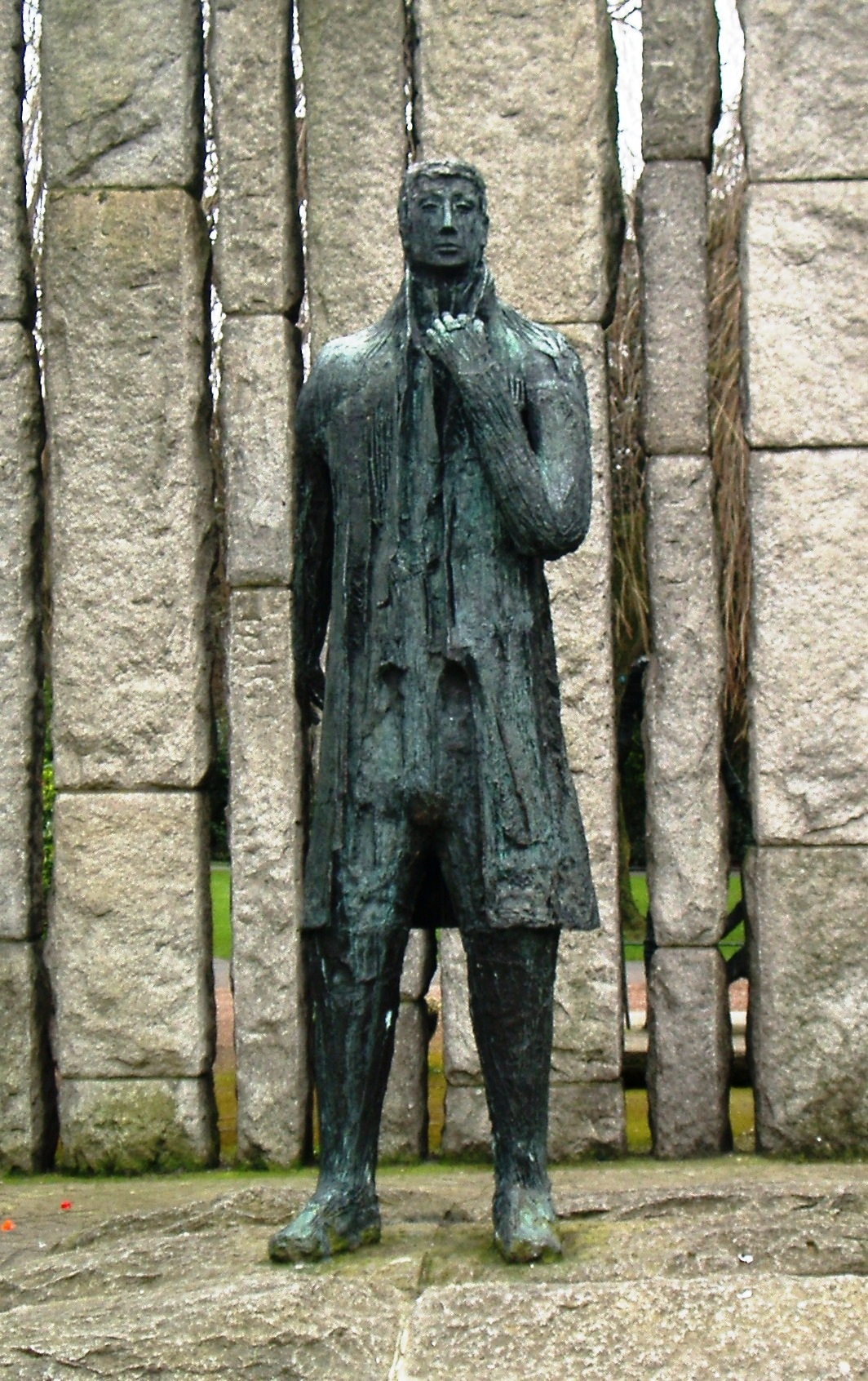
Statue von Tone in Dublin

Die republikanische Bewegung, so beispielsweise Organisationen wie Sinn Féin oder die IRA, verehrt Wolfe Tone als einen ihrer Begründer, weiterhin stellt er für den irischen Republikanismus ein wichtiges, die Einheit von Angehörigen verschiedener Konfessionen im Kampf für die Unabhängigkeit und Einheit Irlands verkörperndes Symbol dar. Alljährlich findet am letzten Sonntag im Juni in Bodenstown die Bodenstown Commemoration statt, eine Reihe von (voneinander getrennten) Kundgebungen und Gedenkveranstaltungen linker und republikanischer Organisationen, an denen teilweise mehrere tausend Menschen teilnehmen. Für viele der teilnehmenden Gruppen stellt die Commemoration dabei die Gelegenheit dar, programmatische Statements oder die politische Agenda für das kommende Jahr anzukündigen.
Nach Wolfe Tone benannt sind unter anderem die Folkband The Wolfe Tones und die Wolfe Tone Society, ein in den 1960er-Jahren wichtiger marxistischer Intellektuellenkreis innerhalb der republikanischen Bewegung, sowie die wichtigste Brücke über den Corrib in Galway.